# Абд аль-Азіз ібн Нух
Абд аль-Азіз ібн Нух (*д/н — після 994) — володар Саманідської держави.

## Життєпис
Походив з династії Саманідів. Син еміра Нуха I. У 992 році після втечі еміра Нуха II та захоплення Бухари караханідськими військами на чолі із Богра-ханом Абд аль-Азіза було поставлено еміром держави. Втім він не мав жодної влади. після смерті Богри-хана того року. владу в бухарі захопили Фаїк та Абу Алі, намісник Хорасану. від імені Абд аль-Азіза вони намагалися правити. Втім у 994 році були переможені військами Газневідів, що прибули на допомогу Нуху II. останній наказав схопити та засліпити Абд аль-Азіза. Подальша його доля невідома.